# 许华建
许华建（1980年3月—），安徽肥东人，合肥工业大学教授。

## 生平
2002年本科毕业于安徽师范大学，2007年于中国科学技术大学获博士学位，同年进入合肥工业大学工作。现任合肥工业大学食品与生物工程学院教授，创新创业教育处副处长。

## 学术贡献
主要从事催化有机合成研究。主持科技部重点研发计划项目、国家自然科学基金项目、教育部新世纪优秀人才支持计划项目等10余项。在Org. Lett., Chem. Commun., Chem. Sci.等发表论文百余篇，获授权发明专利5项。

## 社会兼职
国家自然科学基金、教育部长江学者奖励计划、科技部创新人才推进计划等评审专家，Chem. Rev., J. Am. Chem. Soc., Angew. Chem., Chem. Commun., Org. Lett., J. Org. Chem.等杂志审稿人。

## 奖项
- 2010年，获安徽省科学技术三等奖
- 2012年，获安徽省科学技术二等奖
- 2012年，获安徽省教学成果二等奖
- 2016年，获教育部霍英东教育基金会第十五届高等院校青年教师奖